# Daniel Hourcade
Daniel Hourcade (San Miguel de Tucumán, 7 de junio de 1958) es un exjugador y entrenador argentino de rugby que se desempeñó como medio scrum. Fue entrenador de la Selección de rugby de Argentina desde el 2013 hasta 2018.

## Carrera como entrenador
Debutó como entrenador en el club Universitario de Tucumán en 1993.
En 2010, fue seleccionado entrenador de los Pampas XV por tres años. Con la renuncia de Santiago Phelan, fue elegido entrenador de la selección mayor argentina, consiguiendo vencer a la Selección de rugby de Australia desde el último triunfo en 1997 y la primera victoria ante la Selección de rugby de Sudáfrica de la historia.
En la Copa Mundial de Rugby de 2015, llevó a la Argentina hasta la instancia de semifinales donde perdieron contra Australia por 15-29.

## Participaciones en Copas del Mundo
| Mundial                       | Sede       | Equipo    | Resultado      | PJ | PG | PE | PP | Pts + | Pts - |
| ----------------------------- | ---------- | --------- | -------------- | -- | -- | -- | -- | ----- | ----- |
| Copa Mundial de Rugby de 2007 | Francia    | Portugal  | Fase de grupos | 4  | 0  | 0  | 4  | 38    | 209   |
| Copa Mundial de Rugby de 2015 | Inglaterra | Argentina | Cuarto puesto  | 7  | 4  | 0  | 3  | 250   | 143   |

## Palmarés como entrenador
| Título         | Equipo        | País      | Año  |
| -------------- | ------------- | --------- | ---- |
| Anual Tucumano | Universitario | Argentina | 1997 |
| Anual Tucumano | Universitario | Argentina | 1998 |
| Vodacom Cup    | Pampas XV     | Argentina | 2011 |

- Campeón del Pacific Challenge de 2014 y 2015.